# اوا فرولینگ
اوا فرولینگ (سوئدی: Ewa Fröling؛ زادهٔ ۹ اوت ۱۹۵۲) یک بازیگر اهل سوئد است. وی از سال ۱۹۷۳ میلادی تاکنون مشغول فعالیت بوده‌است. 
از فیلم‌ها یا برنامه‌های تلویزیونی که وی در آن نقش داشته است، می‌توان به آخرین رقص، پیتر بی‌دم در آمریکا، فَنی و الکساندر، بچه‌های مرد شیشه‌گر، گاو نر، ییم و دزدان دریایی بلوم و دختری با خالکوبی اژدها اشاره کرد.